# Juxtaposició i coordinació
La juxtaposició i la coordinació són les maneres en què hom pot enllaçar dues proposicions dins una oració composta:
Les oracions compostes juxtaposades presenten dos trets característics:
- Les proposicions s'encaixen al mateix nivell sintàctic.
- Les proposicions s'enllacen per mitjà de l'entonació (en la llengua oral) o mitjançant signes de puntuació com la coma, el punt i coma o els dos punts (en la llengua escrita).
Exemple =>
```
proposició ______________ ____________________Proposició
Truca l'Àngel : tindràs una sorpresa
```

Les oracions compostes coordinades també presenten dos trets característics :
-Les proposicions s'encaixen al mateix nivell sintàctic.
-Les proposicions s'enllacen mitjançant connectors (i, o, però…).

## Classes de coordinació
- Copulativa: Expressa una suma de significats. (i, ni)
- Disjuntiva: Expressa una alternativa de significats. (o, o bé, sigui, ara)
- Adversativa: Expressa una contraposició de significats. (però, sinó, sinó que)
- Distributiva: Expressa accions alternatives que es poden excloure o no. (o... o..., bé... bé..., ja... ja…)
- Il·lativa: Expressa una conseqüència o deducció derivada de la part que precedeix el nexe, sense ponderar CAP element ni quantificar-lo. (finca, per tant, de manera que)
- Explicativa: La segona acció verbal afegeix informació per ampliar o aclarir la primera. (o, és a dir, o sigui, això és)
- Continuativa: Expressa una acomulació, una successió o continuitar. (a més, a més a més, d'altra banda, fins i tot)